# Cambridge (Illinois)
Cambridge város az USA Illinois államában. Lakosainak száma 2086 fő (2020. április 1.).

## Népesség
A település népességének változása:

| 2010 | 2 160 |
| 2020 | 2 086 |